# Robert Kramreiter

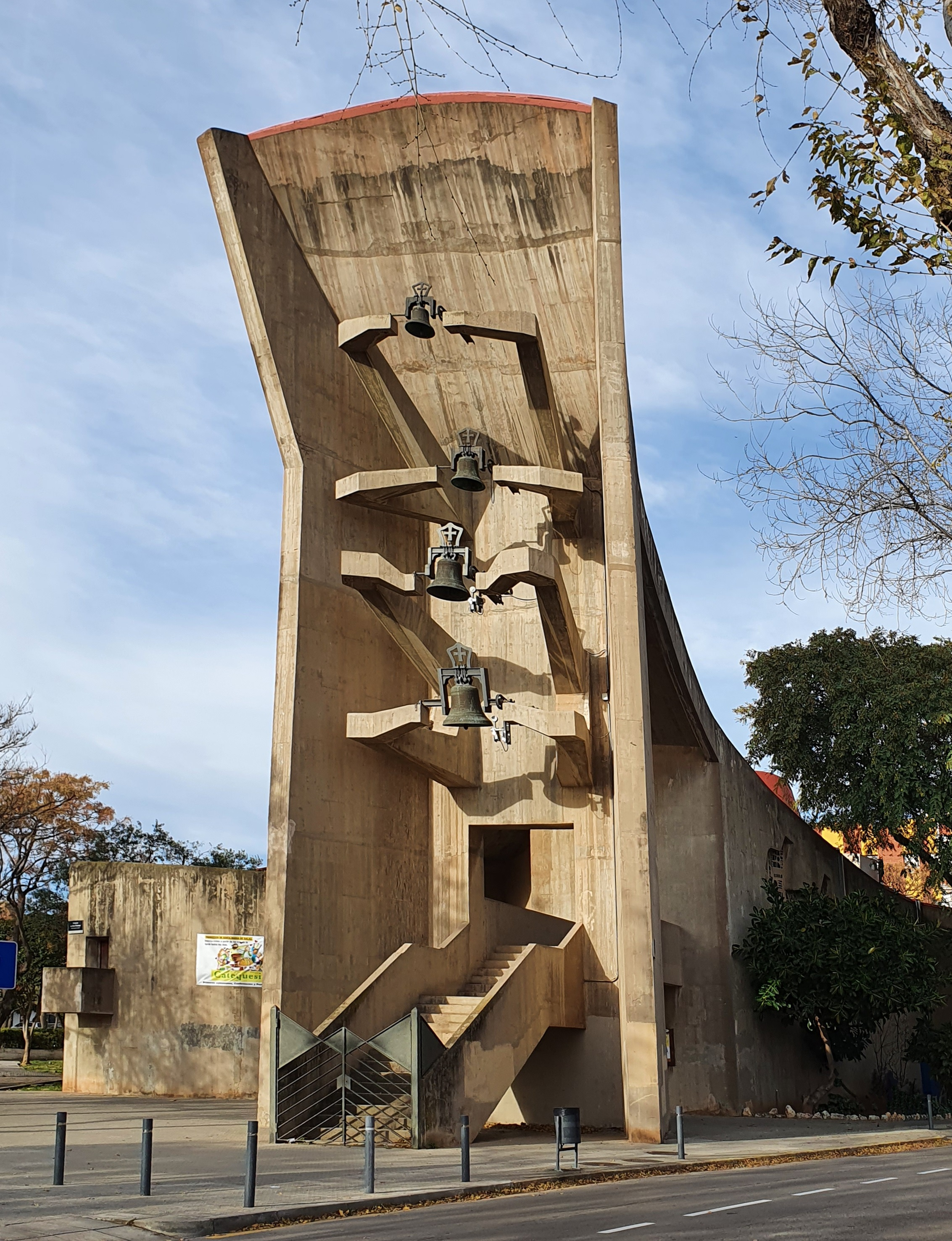
Santa Maria de Sales, Viladecans

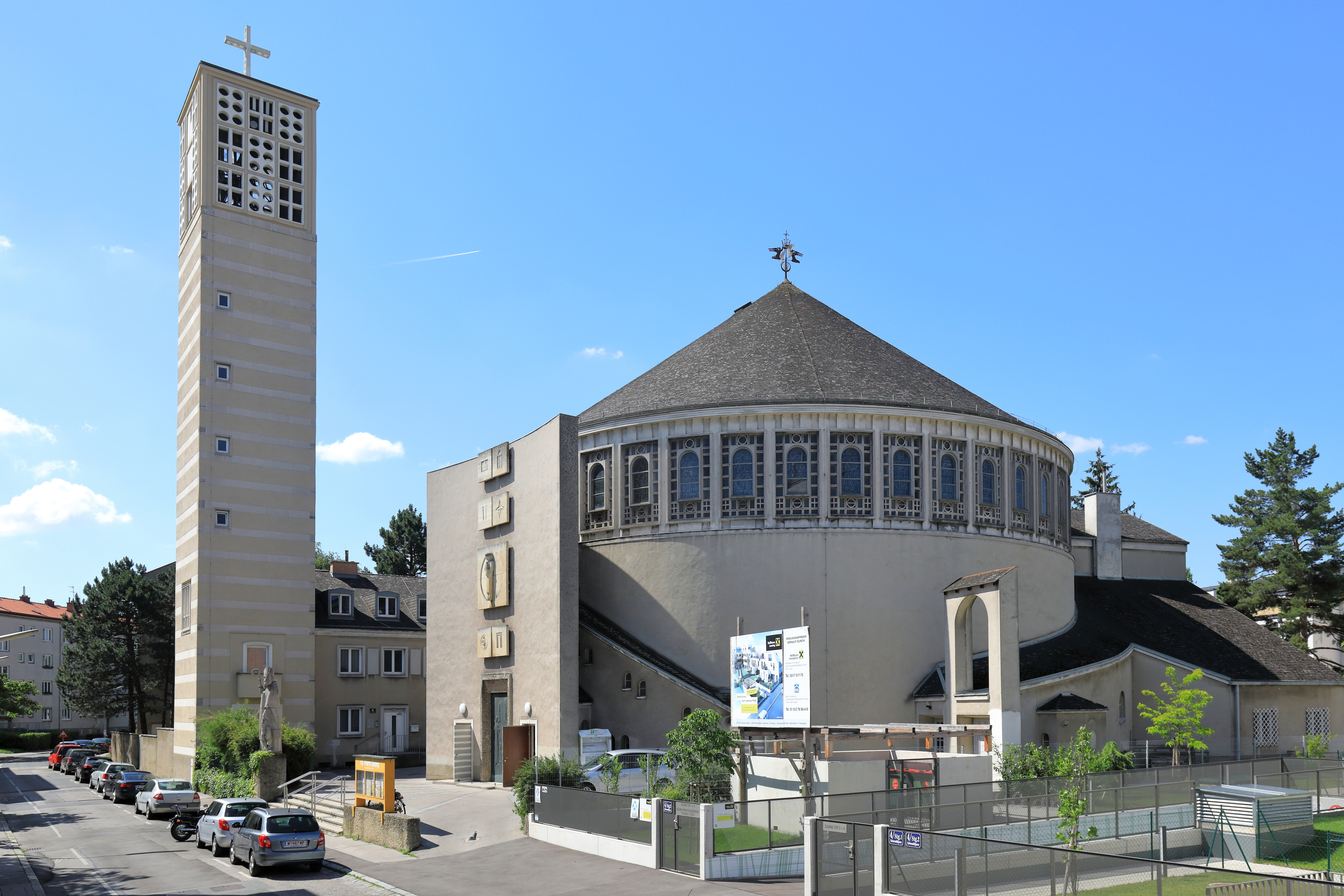
Santa Maria, a Liesing (Viena)

Robert Kramreiter (Viena 18 de setembre de 1905 - Mariazell 20 d'abril de 1965) va ser un arquitecte austríac
Es graduà el 1928 en arquitectura a Viena, amb Peter Behrens. Treballà inicialment a Düsseldorf, Berlín i Colònia en edificis industrials i esglésies. El 1933 es traslladà a Viena, on se centrà en les construccions religioses.
El 1941 va fixar la seva residència a Espanya, on feu projectes per a institucions culturals alemanyes com l'Institut Alemany de Cultura de Madrid.
A Catalunya, treballà en obres com l'església de Santa Maria de Sales de Viladecans i la fàbrica Siemens de Cornellà de Llobregat.
El 1950 tornà a Viena on, a més de construir més esglésies i escoles, s'encarregà de la reforma de l'ambaixada d'Espanya a Viena. El 1961 rebé l'Ordre al Mèrit Civil espanyola.